# Adriano Duarte Rodrigues
Adriano Duarte Rodrigues (Lisboa, 7 de abril de 1942) é um professor universitário português. Fundou o Departamento de Comunicação Social (atualmente designado de Ciência da Comunicação), da Faculdade de Ciências Sociais e Humanas, (FCSH) da Universidade Nova de Lisboa, do qual foi coordenador de 1979 a 1986.
Dedica-se principalmente à investigação da Teoria da Comunicação, da Pragmática, da Interação Discursiva e da Análise da Conversação. Professor catedrático desde 1980 e diretor da FCSH/UNL de 1988 a 1993, tornou-se Professor Emérito em 2012 aquando a sua jubilação. Em dezembro de 2015, foi publicado um livro de homenagem Comunicação e linguagens: Novas Convergências, organizado pelos Professores João Sàágua e Francisco Rui Cádima. Esta obra retoma a Última Lição do Professor, intitulada Acerca das regras da sociabilidade.
Desde a sua jubilação, continua a desempenhar funções académicas e científicas, tanto em Portugal como em universidades estrangeiras, dando cursos e conferências.

## Biografia
Filho de Silvina Duarte da Cândida Rodrigues e José Rodrigues, Adriano Duarte Rodrigues nasceu em Lisboa a 7 de Abril de 1942. Estudou na Universidade de Estrasburgo, obtendo o grau de licenciatura em Teologia (1968) e de mestrado em Sociologia (1970). Sustentou-se durante os estudos trabalhando num banco e numa fábrica de engarrafamento. De 1971 a 1977, foi Assistente na Universidade Católica de Lovaina (Bélgica), onde obteve seu Doutoramento.
De regresso a Portugal no pós 25 de abril, fundou o Departamento de Comunicação Social (atual Departamento de Ciências da Comunicação) da FCSH da Universidade Nova de Lisboa, que dirigiu de 1979 a 1986, tendo sido também coordenador do Departamento de Linguística de 2000 a 2002. Obtém o grau de Professor Catedrático em 1980 até a sua jubilação em 2012. Foi também diretor da FCSH/NOVA de 1988 a 1993 e vice-reitor da UNL de 2001 a 2002. De 2002 a 2005 foi Presidente do conselho científico da FSCH/NOVA.
Membro do conselho editorial das revistas Contemporânea, Em Questão, Fronteiras, Communicare, Conexão e Rastros e La Part de l'Oeil, entre outras, foi investigador convidado da Escola de Altos Estudos em Ciências Sociais de Paris (EHESS), da Universidade de Brasília e da Universidade Federal do Pará.
Jubilou-se em abril de 2012. A 15 de novembro de 2012 deu a sua última lição na FCSH/UNL intitulada "Acerca das regras da sociabilidade". Em maio de 2014, foi orador principal da Conferência Cumulus da Universidade de Aveiro. Foi editado um livro de homenagem intitulado Comunicação e linguagens: Novas Convergências, em dezembro de 2015.
Adriano Duarte Rodrigues e Christiane H.M.N. Arnold (n. 1949) têm dois filhos, Pierre Rodrigues (n. 1971) e Cécile Rodrigues (n. 1972).

## Abordagem da Teoria da Comunicação
As áreas de estudo de Adriano Duarte Rodrigues incluem a Teoria da Comunicação, a Pragmática, a Interação Discursiva e a Análise da Conversação.
Quando o Professor Duarte Rodrigues fundou o programa de comunicação na FCSH/UNL em 1979, foi o primeiro do País a oferecer um curso de graduação neste domínio.
O Professor defende uma abordagem teórica interdisciplinar da comunicação, por oposição ao modelo americano, mais centrado no jornalismo prático. Com um Curso de Licenciatura de quatro anos, dividido entre teoria da comunicação e a prática de técnicas de jornalismo, em 1984, a FCSH tornou-se também a primeira universidade em Portugal a oferecer um Curso de Mestrado em Comunicação.
Segundo o Professor Duarte Rodrigues, os estudos de comunicação devem centrar-se nos media, não no sentido empresarial deste termo, mas entendidos como dispositivos de constituição da experiência humana do mundo. Dá por isso particular relevo a perspetivas antropológicas e fenomenológicas da experiência e a uma visão pragmática da linguagem.
Deste ponto de vista, os media são encarados como dispositivos de enunciação, complementando os próprios dispositivos naturais que habilitam os seres humanos a interagirem entre si e com o mundo à sua volta. Escapam, por isso, à nossa perceção, uma vez que só intervêm uma vez interiorizados na nossa experiência.
Em 2014, Duarte Rodrigues propôs com Adriana Braga, Professora da Pontifícia Universidade Católica do Rio de Janeiro (PUC-Rio), uma abordagem etnometodológica do discurso.

## Livros
- O Campo dos Media ("The Field of the Media"). Lisboa: Vega, 1985.
- Estratégias da Comunicação. Questão Comunicacional e Formas de Sociabilidade. Lisboa: Presença, 1990.
- Introdução à Semiótica. Lisboa: Presença, 1991.
- Cultura e Comunicação. A Experiência Cultural na Era da Informação. Lisboa: Presença, 1994.
- As Dimensões da Pragmática na Comunicação. Rio de Janeiro: Diadorim, 1995.
- Dimensões Pragmáticas do Sentido. Lisboa: Cosmos, 1996.
- As Técnicas da Comunicação e da Informação. Lisboa: Presença, 1999.
- Dicionário Breve da Comunicação e da Informação. Lisboa: Presença, 2000.
- A Partitura Invisível. Para uma Abordagem Interactiva da Linguagem. Lisboa: Colibri, 2001.
- O Paradigma Comunicacional: História e Teorias, Lisboa: Fundação Calouste Gulbenkian, 2011.